# Rio Conceição (Paraná)
O rio Conceição  é um curso de água que banha o município de Tibagi, no estado do Paraná. Pertence à bacia do rio Tibagi, sendo afluente deste.